# Agrippa (kráter)
Agrippa je měsíční impaktní kráter, který se nachází na jihovýchodním okraji Mare Vaporum. Nachází se na sever od kráteru Godin, nepravidelný Tempel leží na východ. Je pojmenován podle řeckého astronoma Agrippy z 1. století. Okraj Agrippy má neobvyklý tvar, připomínající tvar štítu se zaobleným jižním okrajem a hranatější severní polovinou. Vnitřek kráteru je poněkud nepravidelný, s centrálním vrcholkem ve středu. Kráter pochází z období eratostenia, které trvalo asi před 3,2 až 1,1 miliardami let.